# La Gravelle
Cet article concerne la commune du département de la Mayenne. Pour l'ancienne commune de La Gravelle dans le département du Calvados, voir Montviette.
La Gravelle est une commune française, située dans le département de la Mayenne en région Pays de la Loire, peuplée de 570 habitants.
La commune fait partie de la province historique du Maine, et se situe dans le Bas-Maine.

## Géographie
La Gravelle est située à 20 km à l'ouest de Laval, à 14 km à l'est de Vitré et à 46 km à l'est de Rennes. Le village se trouve à 2 km de la limite avec la région Bretagne.
Elle est traversée par l'ancienne route nationale 157 et par l'autoroute A81. L'autoroute se termine à l’entrée en Bretagne par la barrière de péage de La Gravelle, connue par les automobilistes se rendant en Bretagne par Rennes.

### Climat
Pour des articles plus généraux, voir Climat des Pays de la Loire et Climat de la Mayenne.
En 2010, le climat de la commune est de type climat océanique altéré, selon une étude du CNRS s'appuyant sur une série de données couvrant la période 1971-2000. En 2020, Météo-France publie une typologie des climats de la France métropolitaine dans laquelle la commune est exposée à un climat océanique et est dans la région climatique  Bretagne orientale et méridionale, Pays nantais, Vendée, caractérisée par une faible pluviométrie en été et une bonne insolation. 
Pour la période 1971-2000, la température annuelle moyenne est de 10,9 °C, avec une amplitude thermique annuelle de 13,7 °C. Le cumul annuel moyen de précipitations est de 826 mm, avec 13,8 jours de précipitations en janvier et 7,3 jours en juillet. Pour la période 1991-2020, la température moyenne annuelle observée sur la station météorologique de Météo-France la plus proche, sur la commune de Launay-Villiers à 7 km à vol d'oiseau, est de 11,6 °C et le cumul annuel moyen de précipitations est de 862,6 mm,. Pour l'avenir, les paramètres climatiques de la commune estimés pour 2050 selon différents scénarios d'émission de gaz à effet de serre sont consultables sur un site dédié publié par Météo-France en novembre 2022.

## Urbanisme

### Typologie
Au 1er janvier 2024, La Gravelle est catégorisée commune rurale à habitat dispersé, selon la nouvelle grille communale de densité à sept niveaux définie par l'Insee en 2022.
Elle est située hors unité urbaine. Par ailleurs la commune fait partie de l'aire d'attraction de Laval, dont elle est une commune de la couronne,. Cette aire, qui regroupe 66 communes, est catégorisée dans les aires de 50 000 à moins de 200 000 habitants,.

### Occupation des sols
L'occupation des sols de la commune, telle qu'elle ressort de la base de données européenne d’occupation biophysique des sols Corine Land Cover (CLC), est marquée par l'importance des territoires agricoles (71,9 % en 2018), en diminution par rapport à 1990 (79,6 %). La répartition détaillée en 2018 est la suivante : 
zones agricoles hétérogènes (38,8 %), prairies (24,4 %), forêts (14,4 %), terres arables (8,8 %), zones industrielles ou commerciales et réseaux de communication (8,5 %), zones urbanisées (5,1 %). L'évolution de l’occupation des sols de la commune et de ses infrastructures peut être observée sur les différentes représentations cartographiques du territoire : la carte de Cassini (XVIIIe siècle), la carte d'état-major (1820-1866) et les cartes ou photos aériennes de l'IGN pour la période actuelle (1950 à aujourd'hui).

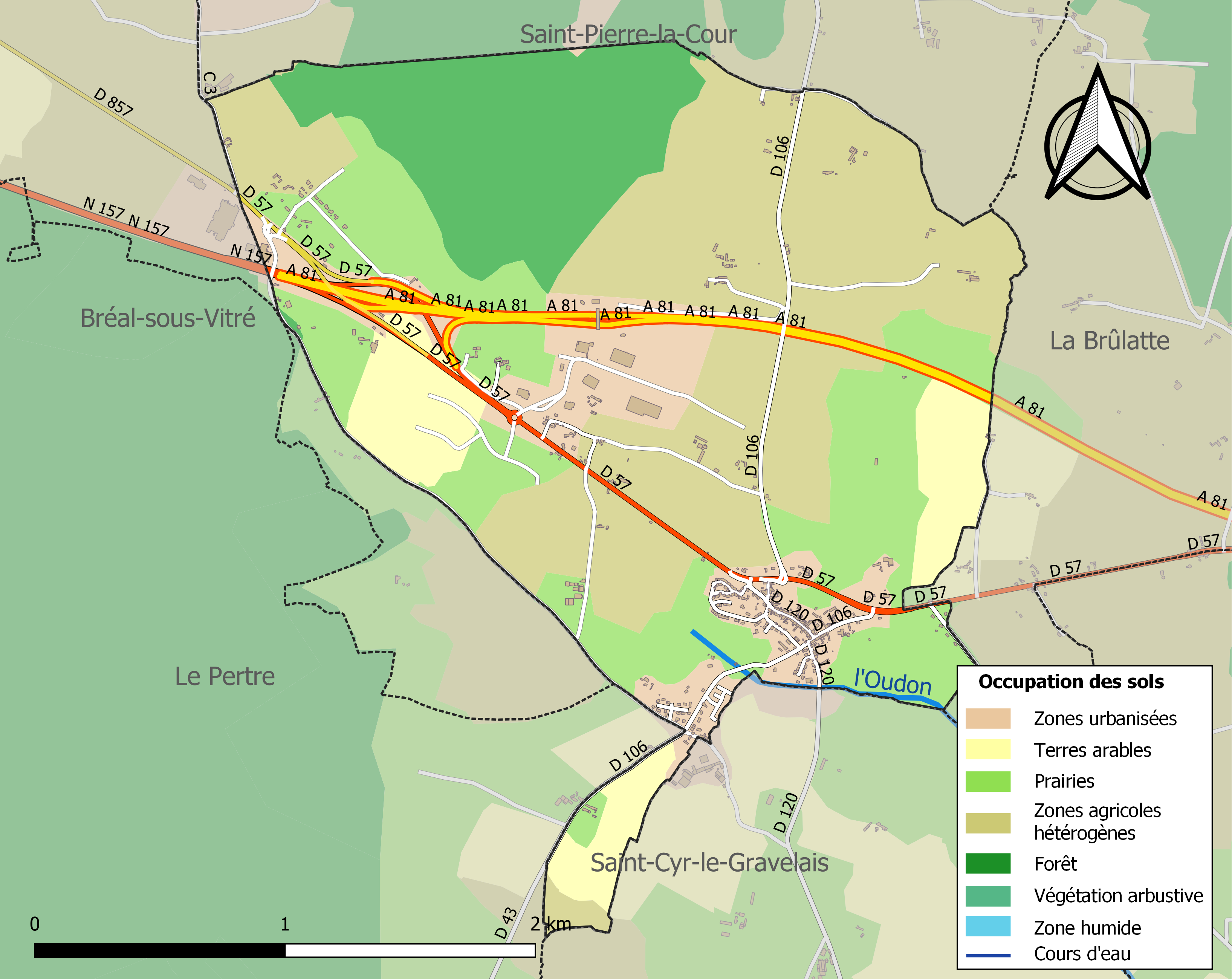
Carte des infrastructures et de l'occupation des sols de la commune en 2018 (CLC).

## Toponymie
Le nom de « La Gravelle » est lié au chemin gravelais (« chemin empierré »), nom donné à un tronçon du chemin de Cocaigne, ancienne voie gallo-romaine  qui reliait « le Cotentin à la Gascogne » et devenue un itinéraire des Chemins de Saint-Jacques-de-Compostelle.

## Histoire
Le village fut créé par défrichement de la forêt des Marches de Bretagne, elle fut, avant le rattachement de la Bretagne au royaume de France un avant-poste et une frontière.
Le 26 septembre 1423, Suffolk, commandant les troupes anglaises qui avaient envahi la France, voyait son offensive brisée par les hobereaux faméliques du comte d'Aumale. Il s'agit de la bataille de la Brossinière.
La bataille de La Gravelle opposa le 24 octobre 1793 les troupes vendéennes, environ 800 hommes, dirigées par Aimé Picquet du Boisguy, aux troupes républicaines dirigées par le général Augustin de Lespinasse qui occupaient le bourg de La Gravelle (il s'agissait en fait de fugitifs démoralisés par leur défaite lors de la bataille de Laval les jours précédents, arrivés dans la soirée, épuisés et démoralisés, ils dorment presque tous au moment de l'attaque et ne peuvent opposer aucune résistance. Croyant avoir affaire à toute l'armée vendéenne, les bleus mettent bas les armes sans combattre. Aimé du Boisguy capture lui-même le général Lespinasse qui se rend contre la promesse de vie sauve pour ses hommes. En un instant 1 200 soldats républicains sont faits prisonniers, les 400 autres, dispersés dans les fermes environnantes, peuvent s'échapper. Les royalistes gagnent 1 200 fusils durant l'opération, ainsi que 32 chevaux. Les prisonniers républicains sont relâchés et conduits vers Vitré contre le serment de ne plus jamais combattre dans l'ouest.

## Politique et administration
| Période    | Période    | Identité            | Étiquette | Qualité                   |
| ---------- | ---------- | ------------------- | --------- | ------------------------- |
| 1937       | 1971       | Jean Gilles         |           |                           |
| 1971       | 1995       | Henri Vettier       |           |                           |
| 1995       | 2001       | Dupin               |           |                           |
| 2001       | avril 2014 | Jean-Paul Schoemann |           | Professeur en préretraite |
| avril 2014 | En cours   | Nicolas Deulofeu    |           | Formateur                 |

## Population et société

### Démographie
L'évolution du nombre d'habitants est connue à travers les recensements de la population effectués dans la commune depuis 1793. Pour les communes de moins de 10 000 habitants, une enquête de recensement portant sur toute la population est réalisée tous les cinq ans, les populations de référence des années intermédiaires étant quant à elles estimées par interpolation ou extrapolation. Pour la commune, le premier recensement exhaustif entrant dans le cadre du nouveau dispositif a été réalisé en 2008.
En 2022, la commune comptait 570 habitants, en évolution de +7,14 % par rapport à 2016 (Mayenne : −0,73 %, France hors Mayotte : +2,11 %).
| 1793 | 1800 | 1806 | 1821 | 1831 | 1836 | 1841 | 1846 | 1851 |
| ---- | ---- | ---- | ---- | ---- | ---- | ---- | ---- | ---- |
| 500  | 404  | 456  | 439  | 496  | 543  | 590  | 681  | 768  |

| 1856 | 1861 | 1866 | 1872 | 1876 | 1881 | 1886 | 1891 | 1896 |
| ---- | ---- | ---- | ---- | ---- | ---- | ---- | ---- | ---- |
| 732  | 700  | 696  | 603  | 534  | 523  | 519  | 511  | 509  |

| 1901 | 1906 | 1911 | 1921 | 1926 | 1931 | 1936 | 1946 | 1954 |
| ---- | ---- | ---- | ---- | ---- | ---- | ---- | ---- | ---- |
| 503  | 502  | 508  | 404  | 388  | 396  | 365  | 395  | 451  |

| 1962 | 1968 | 1975 | 1982 | 1990 | 1999 | 2006 | 2008 | 2013 |
| ---- | ---- | ---- | ---- | ---- | ---- | ---- | ---- | ---- |
| 440  | 393  | 365  | 404  | 477  | 548  | 536  | 532  | 522  |

| 2018 | 2022 | - | - | - | - | - | - | - |
| ---- | ---- | - | - | - | - | - | - | - |
| 559  | 570  | - | - | - | - | - | - | - |

## Culture locale et patrimoine

### Lieux et monuments
- Ruines du château de La Gravelle brûlé en 1429.
- La barrière de péage de l'autoroute A81 (Paris-Bretagne).
- Ancienne ferme, à l'Écluseau, qui a la particularité d'être agrémentée d'une sorte de tour sur un côté. Elle est désormais convertie en propriété d'agrément, avec des bâtiments d'habitation et une grande dépendance.

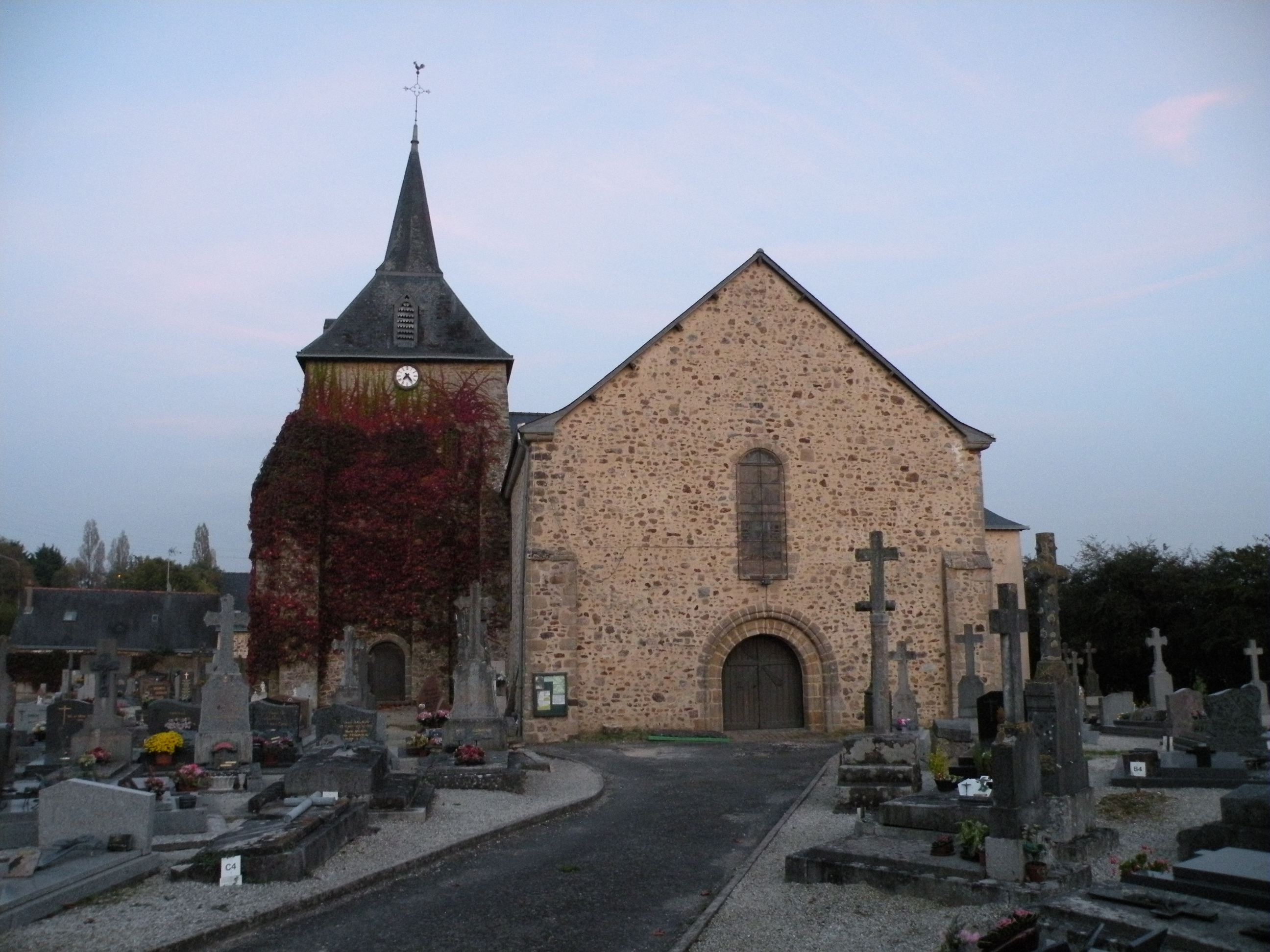
L'église.
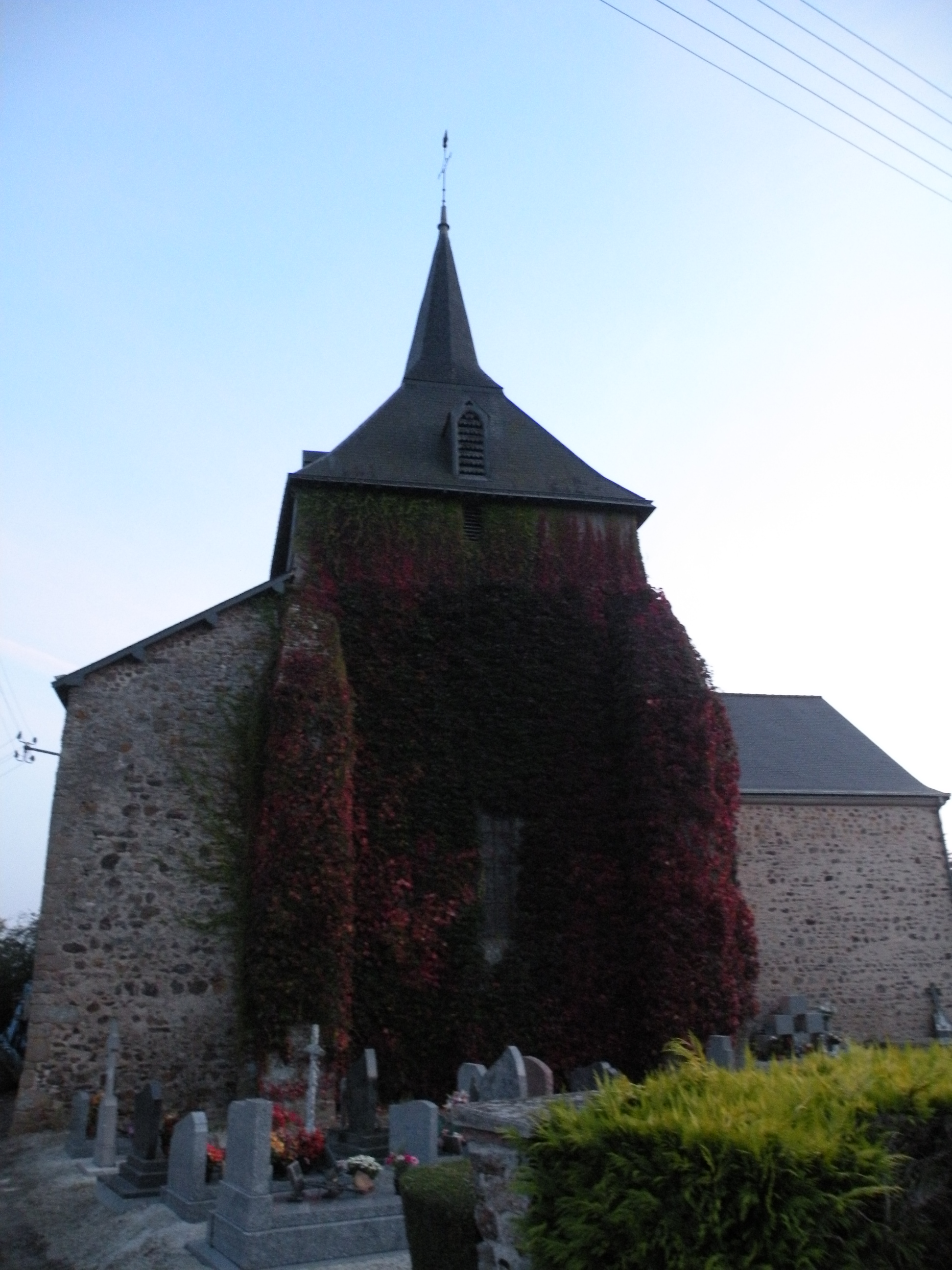
L'église.